# Leo Lemešić
Leo Lemešić (Signo, 8 giugno 1908 – Spalato, 15 agosto 1978) è stato un calciatore, allenatore di calcio e arbitro di calcio jugoslavo, di ruolo attaccante.

## Carriera

### Calciatore

#### Club
Approdò al calcio nel 1923 tra le file juniores dell'Hajduk Spalato, come uno dei più talentuosi allievi di Luka Kaliterna esordì il 20 aprile 1926 in prima squadra contro il HAŠK Zagabria. Nel 1927 e nel 1929 vinse i primi due titoli nazionali della squadra spalatina. Nella stagione 1934-1935 fu il capocannoniere del campionato con 18 reti messe a segno. Dal 1926 al 1941 giocò con la stessa maglia 491 partite e segnò 455 reti, di cui giocò 173 reti in 227 partite ufficiali.

#### Nazionale
Con la nazionale jugoslava disputò 5 partite andando a segno 3 volte. Esordì il 10 maggio 1929 nella partita amichevole contro la Romania mentre l'ultima partita la giocò il 29 maggio 1932 nella amichevole contro la Polonia.

### Arbitro
Il 1º maggio 1944 durante una partita amichevole a Lissa tra l'Hajduk Spalato e l'esercito britannico del Queen's Royal Regiment, data l'assenza dell'arbitro, prese possesso del fischietto e delle veci arbitrali. Nel 1946 passò l'esame da arbitro e solo due anni dopo arbitrò alle Olimpiadi di Londra 1948. Operò anche ai Mondiali di Brasile 1950 e ai Mondiali di Svezia 1958. Prese per l'ultima volta il fischietto in mano il 12 giugno 1960, nella partita tra Stella Rossa e Radnički Niš. Esercitò tale professione dal 1948 al 1960, arbitrando un totale di 337 partite.

### Allenatore
Nella stagione 1961-1962 guidò dalla panchina la squadra spalatina.

## Statistiche

### Cronologia presenze e reti in nazionale
| Cronologia completa delle presenze e delle reti in nazionale ― Jugoslavia | Cronologia completa delle presenze e delle reti in nazionale ― Jugoslavia | Cronologia completa delle presenze e delle reti in nazionale ― Jugoslavia | Cronologia completa delle presenze e delle reti in nazionale ― Jugoslavia | Cronologia completa delle presenze e delle reti in nazionale ― Jugoslavia | Cronologia completa delle presenze e delle reti in nazionale ― Jugoslavia | Cronologia completa delle presenze e delle reti in nazionale ― Jugoslavia | Cronologia completa delle presenze e delle reti in nazionale ― Jugoslavia |
| Data                                                                      | Città                                                                     | In casa                                                                   | Risultato                                                                 | Ospiti                                                                    | Competizione                                                              | Reti                                                                      | Note                                                                      |
| ------------------------------------------------------------------------- | ------------------------------------------------------------------------- | ------------------------------------------------------------------------- | ------------------------------------------------------------------------- | ------------------------------------------------------------------------- | ------------------------------------------------------------------------- | ------------------------------------------------------------------------- | ------------------------------------------------------------------------- |
| 10-5-1929                                                                 | Bucarest                                                                  | Romania                                                                   | 2 – 3                                                                     | Jugoslavia                                                                | Amichevole                                                                | 1                                                                         |                                                                           |
| 26-11-1930                                                                | Sofia                                                                     | Bulgaria                                                                  | 0 – 3                                                                     | Jugoslavia                                                                | Coppa dei Balcani                                                         | 1                                                                         |                                                                           |
| 21-5-1931                                                                 | Belgrado                                                                  | Jugoslavia                                                                | 3 – 2                                                                     | Ungheria                                                                  | Amichevole                                                                | 1                                                                         |                                                                           |
| 28-6-1931                                                                 | Zagabria                                                                  | Jugoslavia                                                                | 2 – 4                                                                     | Romania                                                                   | Coppa dei Balcani                                                         | -                                                                         |                                                                           |
| 29-5-1932                                                                 | Zagabria                                                                  | Jugoslavia                                                                | 0 – 3                                                                     | Polonia                                                                   | Amichevole                                                                | -                                                                         |                                                                           |
| Totale                                                                    |                                                                           | Presenze                                                                  | 5                                                                         |                                                                           | Reti                                                                      | 3                                                                         |                                                                           |

## Palmarès

### Giocatore

#### Club
- Campionato jugoslavo: 2

Hajduk Spalato: 1927, 1929

#### Individuale
- Capocannoniere della Prva Liga: 1

1934-1935 (18 gol)